# مسلم دوغان
مسلم دوغان (من مواليد 15 أكتوبر 1959) هو سياسي تركي شغل منصب وزير التنمية في الحكومة الانتخابية المؤقتة التي شكلها رئيس الوزراء أحمد داود أوغلو في 28 أغسطس 2015. كان عضوًا في مجلس النواب عن دائرة إزمير في الانتخابات العامة يونيو 2015، وهو عضو في حزب الشعوب الديمقراطي. في 22 سبتمبر 2015 استقال من الحكومة المؤقت وخلفه جونيد دوزيول.